# Medina semirufa
Medina semirufa là một loài ruồi trong họ Tachinidae.